# جامعه اقتصادی کشورهای مرکز آفریقا
جامعه اقتصادی کشورهای مرکز آفریقا (ایکاس) (به انگلیسی: Economic Community of Central African States) برای تقویت همکاری اقتصادی و ارتقای امنیت منطقه ای فی‌مابین دولتهای آفریقای مرکزی ایجاد شده است. ایکاس با انعقاد معاهده ای در ۱۸ اکتبر ۱۹۸۳ در لیبرویل (گابن) ایجاد شده است. این معاهده از اول ژانویه ۱۹۸۵ لازم‌الاجرا گردیده است. اما مرحله جدید فعالیت‌های ایکاس از ژوئیه ۱۹۹۵ با انتصاب دبیرکل آن و تصویب برنامه‌های همکاری اساسی آغاز شده است.
یک پروتکل هم برای ایجاد یک نظام نظارتی جهت یکسان‌سازی نرخ ارزهای خارجی در کشورهای عضو منعقد شده است. ایکاس در حال حاضر دارای یازده عضو (گابن، کامرون، جمهوری آفریقای مرکزی، چاد، جمهوری کنگو، گینه استوایی، بوروندی، رواندا، جمهوری دموکراتیک کنگو، سائوتومه و پرنسیپ) از کشورهای مرکز آفریقا می‌باشد.

## ساختار

### کنفرانس روسای دولتها و حکومتها
این کنفرانس به عنوان عالیترین رکن تصمیم گیرنده ایکاس به‌طور سالانه تشکیل می‌شود و سیاستهای کلی ایکاس را تصویب می‌نماید. این کنفرانس مجاز به تعیین سیاستهای کلی جامعه و تعیین اهداف است؛ و همچنین تصمیمات و مقررات مربوط به هر کشوری را به عهده دارد. علاوه بر این، کنفرانس مقررات مربوط به کارکنان دبیرخانه، دبیرکل و معاون دبیرکل، و مسئول امور مالی و حسابدار را تعیین می‌کند. وظیفه تعیین بودجه سالانه را نیز برعهده دارد.

### شورای وزیران
این رکن وظیفه آماده‌سازی برگزاری کنفرانس روسای دولتها و اجرای تصمیمات متخذه آن را بر عهده دارد. این شورا از وزرای کشورهای عضو در امور توسعه اقتصادی تشکیل شده است. جلسات شورا به‌طور منظم دو بار در سال تشکیل می‌شود و توصیه‌هایی را به کنفرانس ارائه می‌دهد که اهداف کلی جامعه را در بر می‌گیرند.

### کمیسیون مشورتی
شورای وزیران توسط کمیسیون مشورتی (شامل کارشناسان منصوب شده توسط کشورهای عضو) هدایت می‌شود. وظیفه اصلی کمیسیون، مشاوره و بررسی سوالات و پروژه‌های ارائه شده توسط سایر موسسات ایکاس است. علاوه بر این، حق ایجاد کمیته تخصصی را در صورت توصیه شورای وزیران دارد.

### دبیرخانه
دبیرخانه با چندین بخش کارهای اداری و فنی ایکاس را انجام می‌دهد؛ که در پایتخت لیبی واقع در گابنوس واقع شده است. این رکن مسئولیت اجرای تصمیمات و دستورالعمل‌های پذیرفته شده توسط کنفرانس و مقررات صادر شده توسط شورای وزیران را بر عهده دارد. دبیرکل ریاست دبیرخانه را برای چهار سال دارد و دبیرخانه از سه نماینده، یک حسابرس مالی، یک حسابدار و کارکنان دبیرخانه تشکیل شده است.

### دیوان عدالت اجتماعی
علاوه بر موارد مذکور، معاهده تأسیس ایکاس از سال ۱۹۸۳، ایجاد یک دادگاه عمومی جامعه را پیش‌بینی کرده بود. با توجه به ماده ۱۶ این معاهده، هدف اصلی این دادگاه، اطمینان به احترام در اسناد حقوقی جامعه و ارائه مشاوره در تفسیر قانون است، اما تا کنون این دادگاه عملیاتی نشده است.

### شورای صلح و امنیت در آفریقای مرکزی
شورای صلح و امنیت در آفریقای مرکزی، مرکزی برای ارتقاء، حفظ و تحکیم صلح و امنیت در منطقه تحت پوشش ایکاس است. این رکن دارای سه مؤسسه فنی است: کمیسیون دفاع و امنیت (CDS) رهبری مأموریت و فرماندهان کل نیروهای پلیس و ژاندارمری.
این کنفرانس به سران کشورها در مورد مسائل امنیتی و دفاعی و نیز در مورد سازماندهی عملیات مشترک نظامی در صورت نیاز توصیه می‌کند. نیروهای چند ملیتی آفریقای مرکزی (FOMAC) ظرفیت پشتیبانی صلح (PSO) را داراست که شامل نیروهایی از سوی کشورهای عضو برای اجرای عملیات صلح منطقه ای می‌باشد. پروتکل این رکن در ژانویهٔ سال ۲۰۰۴ تکمیل شد و اعضای جدید و تسهیلات جدید به تدریج به اجرا درآمدند. این رکن در هماهنگی با تلاش‌های اتحادیه آفریقا برای تعریف یک سیاست مشترک در صلح و امنیت بر اساس ستون‌های منطقه ای انجام شد.
جلسه ستاد فرماندهی دفاعی در برازاویل در اکتبر سال ۲۰۰۳ برگزار شد و تصمیم گرفته شد که یک نیروی حفظ صلح به منظور دخالت در مناطق ناپایدار آفریقای مرکزی ایجاد شود.

## معاهدات و پروتکل‌ها
- معاهده ایجاد جامعه اقتصادی کشورهای آفریقای مرکزی (ECCAS)
- پروتکل ایجاد شبکه نمایندگان مجلس ((REPAC
- پروتکل مربوط به ایجاد یک پیمان امنیتی متقابل در آفریقای مرکزی (COPAX)
- پروتکل مربوط به قوانین مبدأ برای محصولات مورد تعامل بین کشورهای عضو
- پروتکل همکاری در زمینه حمل و نقل و ارتباطات بین کشورهای عضو
- پروتکل همکاری در علم و فناوری بین کشورهای عضو
- پروتکل همکاری در توسعه منابع انسانی، آموزشی و فرهنگی بین کشورهای عضو
- پروتکل ساده و هماهنگ سازی اسناد و روش‌های تجاری

## اهداف
مهم‌ترین هدف ایکاس ارتقا همکاریهای اقتصادی به ویژه ایجاد و گردش آزاد شهروندان، رفع موانع تجاری، استاندارد کردن مدارک تجاری و ایجاد یک صندوق توسعه می‌باشد. به‌طور خلاصه ترویج تجارت، ایجاد یک بازار مشترک واقعی و همبستگی بیشتر در میان مردم و کشورها و مناطق کم درآمد.
در حال حاضر، اعضا یک ساختار مالی، نظارتی و حقوقی مشترک دارند و تعرفه مشترک خارجی را برای واردات از کشورهای غیر عضو حفظ می‌کنند. در کنفرانس سران دولتی «Malabo» در سال ۱۹۹۹، اولویت سازمان، توسعه توانایی‌ها برای حفظ صلح، امنیت و ثبات، به عنوان پیش نیازهای ضروری برای توسعه اقتصادی و اجتماعی شناسایی شد.

## عملکرد
فعالیتهای ایکاس به علت بروز جنگ‌های داخلی در تعدادی از کشورهای عضو و درگیری‌های بین‌المللی میان خود اعضا با رکود کامل مواجهه می‌باشد.